# OWL體育場
OWL體育場（英語：OWL Arena）位於德國北莱茵-威斯特法伦州哈雷的一個多功能室內競技場，為哈雷公開賽的中央球場。該體育場也舉辦其他體育賽事。

## 介紹
體育場有有12,300個座位，屋頂可於88秒內關閉，使下雨時比賽仍可進行。

## 歷史
1993年建立。
2007年1月的世界男子手球錦標賽的幾個比賽是在這個體育場舉行。
2020年由12個贊助商組成的財團買下體育場所有權並改名為「OWL體育場」。